# Lamentos a Poema Muerto
Lamentos a Poema Muerto es el segundo álbum de estudio del dúo chileno de folk/doom metal Uaral, publicado el 16 de julio de 2007 en el sello Octagon Music Group en Chile y por Lost Horizon Records en el extranjero.
El álbum posee canciones de sus producciones anteriores, al igual que Sounds of Pain.... Además, fue la primera vez que la banda grabó canciones enteramente en español, como «Eterno en Mí».

## Lista de canciones
1. «Preludio a la Siembra» – 1:40
2. «La Escritura y el Alarido» – 5:27
3. «Lamentos...» – 10:47
4. «Surrendered to the Decadence (Parte 2)» – 6:08
5. «El Campesino» – 2:41
6. «Eterno en Mí» – 7.12
7. «Acidal (Tonada para el Huerto en Re Menor)» – 10:21

## Personal

### Uaral
- Aciago - todos los instrumentos.
- Caudal - voz.